# P.M. Records
P.M. Records is een Amerikaans platenlabel voor jazz. Het werd in 1972 opgericht door de jazz-bassist Gene Perla, nadat Dave Liebman hem vertelde dat hij moeite had een platenmaatschappij te vinden voor zijn Open Sky-project. De eerste release was een album van Liebman met het live-concert Open Sky, daarna volgden platen van onder meer Elvin Jones, Steve Grossman, Bernie Senensky, Doug Riley, Stone Alliance, Nina Simone en Gene Perla.